# Маја Дерен
Маја Дерен (енгл. Maya Deren, рођена као Елеонора Деренковска (украјински: Елеоно́ра Деренко́вська); 29. април 1917 – 13. октобар 1961) је била америчка ликовна уметница и филмски режисер, позната као један од пионира експерименталног филма и водећа личност америчке филмске авангарде 1940-их и 1950-их.

## Биографија
У Сједињене Америчке Државе, Маја Дерен се доселила са оцем Соломоном Деренковским, који је био психијатар и мајком Маријом Фидлер, уметницом, 1922. године. Они су побегли од погрома који су организовали Бели над Јеврејима.
У младости се бавила књижевношћу. Студирала је новинарство и политичке науке на Универзитету Сиракјуз у Њујорку. Основне студије је завршила на Универзитету у Њујорку (NYU) у јуну 1936, а затим је магистрирала енглеску књижевност на Смит колеџу 1939. где се заинтересовала за уметност.
Док је радила као лични асистент и представник за штампу кореографкиње модерног плеса Кетрин Данам (Katherine Dunham), упознала је свог будућег мужа, филмског редитеља Александра Хамида (Alexander Hammid), који ју је упознао са европским авангардним филмом. Са њим је снимила свој први филм: Мреже поподнева (Meshes of the Afternoon, 1943), који је од тада један од најутицајнијих филмова америчког покрета експерименталног филма. Док су били у вези, на његов предлог је променила име у Маја, што значи илузија.

## Филмови
У периоду од 1943. до 1946. године је режирала шест експерименталних филмова, којима се визуализира подсвест и анализирају карактер времена, простора и покрета. За њих је сама написала сценарија, режирала их и монтирала, а у некима је и играла. Њено дело одише њеним богатим плесним искуством, али и интересовањима за Хаити и његову културу. Опус Маје Дерен, који се састоји од црно-белих филмова, је у великој мери био обележен настојањем да се кроз инвентивну монтажу и визуелне трикове на филмском екрану реконструише књижевна техника тока свести. Филмови су следећи:
- Мреже поподнева (Meshes of the Afternoon, 1943);
- На копну (At Land,1944);
- Студија из кореографије за камеру (A Study in Choreography for Camera, 1945);
- Ритуал у преображеном времену (Ritual in Transfigured Time, 1946);
- Размишљање о насиљу (Meditation on Violence, 1948) и
- Само око ноћи (The Very Eye of Night, 1958).

За њом је остало неколико незавршених филмова, међу којима и (Witch's Cradle, 1944).

## Теорија филма
Маја Дерен је објавила неколико теоријских радова чији значај се почео сагледавати знатно касније. Неки је сматрају претечом структуралистичких схватања у теорији филма. Она је одбацивала психоаналитичко тумачење својих филмова, упућујући на једно антроплошко схватање ритуала који преображава животну материју у имагинативну форму.
У теоријским радовима под именом: Анаграм идеја о уметности, форми и филму (An Anagramof Ideas on Art, Form and Film, 1946) и Филм: стваралачко коришћење стварности (Cinematography: the Creatoive Use of Reality, 1960) полази од фотографије, средства идентификације помоћу којег се открива стварност у свим могућим видовима, па и стварност већ прерађена у неки уметнички облик, и монтаже, оруђа вредновања којим се конструише динамичка целина филма. Само секвенцијална структура, преображај времена и простора који од филма чини временску уметност, обезбеђује аутохтону интегрисану целину – форму, у којој су делови тако динамички повезани да производе нешто ново, што се не може предвидети на основу познавања делова и да постају ритуал, опште обавезна анонимна и хомогена колективна традиција са магијским циљевима – имагинативно, чисто митолошко искуство. 

## Друге активности
Маја Дерен је 1947. године постала први филмски стваралац који је добио Гугенхајмову награду за креативни рад у филмовима. Писала је филмску теорију, дистрибуирала своје филмове, путовала по САД и отишла на Кубу и Канаду да би промовисала своје филмове користећи демонстративну методу предавања за подучавање теорије филма, Вуду религије са Хаитија (афричку религију која је на Хаити стигла између 16. и 19. века) и међуодносе магије, науке и религије. 
Маја Дерен је заједно са Ејмосом Вогелом (Amos Vogel) основала: The CreativeFilm Foundation и The Independent Film Makers' Association (1953), како би била награђивана достигнућа независних филмских стваралаца.